# Guds kärleksflod så full av frid
Guds kärleksflod så full av frid är en sång med text från 1899 av Arthur Playle och som sjungs till en "tysk folkmelodi" från 1799. Melodin är mer känd som O Tannenbaum.

## Publicerad i
- Musik till Frälsningsarméns sångbok 1907 som nr 11.
- Fridstoner 1926 som nr 61 under rubriken "Frälsnings- och helgelsesånger".
- Frälsningsarméns sångbok 1929 som nr 116 under rubriken "Helgelse".
- Segertoner 1930 som nr 123 under rubriken "Guds kärlek".
- Förbundstoner 1957 som nr 27 under rubriken "Guds uppenbarelse i Kristus: Guds och Kristi kärlek".
- Segertoner 1960 som nr 123.
- Frälsningsarméns sångbok 1968 som nr 153 med särskrivning i titelraden Guds kärleks flod så full av frid under rubriken "Helgelse".
- Segertoner 1988 som nr 599 under rubriken "Efterföljd – helgelse".[1]
- Frälsningsarméns sångbok 1990 som nr 402 under rubriken "Helgelse".